# 胡安·伊格納西奧·馬埃格利
胡安·伊格納西奧·馬埃格利（Juan Ignacio Maegli，1988年7月21日—），是一名出生於瓜地馬拉瓜地馬拉市的帆船運動員。
他是2012年夏季奧林匹克運動會開幕式進場時瓜地馬拉的掌旗官。

## 參賽紀錄
| 年份 | 賽事           | 主辦城市 | 名次   | 項目           |
| ---- | -------------- | -------- | ------ | -------------- |
| 2008 | 奧林匹克運動會 | 北京     | 第33名 | 單人小艇雷射型 |
| 2012 | 奧林匹克運動會 | 倫敦     | 第9名  | 單人小艇雷射型 |

## 外部連結
- 胡安·伊格納西奧·馬埃格利的Facebook專頁
- Juan Ignacio Maegli （页面存档备份，存于） - ISAF